# ジェシー・ジェームズ (俳優)
ジェシー・ジェームズ（Jesse James, 1989年9月14日 - ）は、アメリカ合衆国カリフォルニア州パームスプリングス出身の俳優。

## 経歴
1997年からキャリアをスタート。映画初出演は『恋愛小説家』のヘレン・ハントの息子役。その後も『相続人』や『ゴッド・アンド・モンスター』などの作品に脇役で出演し、1999年には実写版映画『フランダースの犬』で幼少時代のネロを演じた。その他に『ブロウ』でジョニー・デップ演じる主人公の少年時代、『パール・ハーバー』ではベン・アフレック演じるレイフの少年時代を演じた。
近年はSFスリラー映画『バタフライ・エフェクト』や、1979年の作品のリメイクである2005年の『悪魔の棲む家』の養父に怯える長男役などで出演している。

## 主な出演作品
| 公開年 | 邦題 原題                                        | 役名                         | 備考       |
| ------ | ------------------------------------------------ | ---------------------------- | ---------- |
| 1997   | 恋愛小説家 As Good as It Gets                    | スペンサー                   |            |
| 1998   | 相続人 The Gingerbread Man                       | ジェフ                       |            |
| 1998   | ゴッド・アンド・モンスター Gods and Monsters     | マイケル・ブーン             |            |
| 1999   | メッセージ・イン・ア・ボトル Message in a Bottle | ジェイソン                   |            |
| 1999   | フランダースの犬 A Dog of Flanders               | ネロ                         |            |
| 2000   | 電話で抱きしめて Hanging Up                      | ジェシー                     |            |
| 2001   | ブロウ Blow                                      | ジョージ（少年時代）         |            |
| 2001   | パール・ハーバー Pearl Harbor                    | レイフ（少年時代）           |            |
| 2004   | ゴースト・フロム・ダークネス Fear of the Dark    |                              |            |
| 2004   | バタフライ・エフェクト The Butterfly Effect      | トミー・ミラー（13歳）       |            |
| 2005   | 悪魔の棲む家 The Amityville Horror               | ビリー                       |            |
| 2008   | ジャンパー Jumper                                | マーク・コボルト（少年時代） |            |
| 2010   | Bones                                            | デリック・スコット           | 日本未公開 |